# Sjömålsgranat
Sjömålsgranat, kort smgr, tidigare stålgranat, kort stgr, är en explosiv granat gjord i specialstål av hård kvalitet, avsedd att tränga igenom fartygsplåt och brisera inne i fartyget. Projektiltypen liknar halvpansargranater men är ofta utformade med tunnare hölje och spetsrör likt en spränggranat.

## Användning
Granaten är avsedd för att bekämpa opansrade eller svagt pansrade fartyg, men kan också användas mot amfibiska pansarfordon. Granaten har ett tändrör i spetsen med en kort fördröjning så att granaten briserar inne i fartyget. Typen har ibland även spårljus. Granaten tillverkas främst i större kalibrar (57 mm och uppåt).
Vissa sjömålsgranater kan även användas mot markmål om tändröret byts ut.[källa behövs]